# Vaughn Ross
Vaughn Ross, född 4 september 1971, död 18 juli 2013, var en amerikansk man från Texas som avrättades den 18 juli efter att ha suttit i death row för morden på Douglas Birdsall, 53, och Viola Ross McVade, 18, som skedde den 31 januari 2001 i Lubbock County, Texas, USA. Viola var Vaughns flickväns syster och båda offren sköts till döds. Senare samma dag fann en mountainbikecyklist både Birdsalls och Ross McVades kroppar i en bil. DNA på en latexhandske i Birdsalls bil och en tröja i Ross lägenhet var två saker som kopplade Ross till dubbelmordet. 2002 fanns han skyldig och dömdes till döden genom giftinjektion.
Ross fall fick stor uppmärksamhet i Sverige efter att han gått med på att ingå i en speciell temavecka om dödsstraff under juli 2013 i tidningen Aftonbladet. Tidningen följde hans fall och hans sista vecka i livet och rapporterade direkt från fängelsets utsida på den dagen då Ross skulle avrättas. Han lämnade en sista mening innan avrättningen, som avslöjades till Aftonbladets reporter Carina Bergfeldt.